# Голоколосов, Лука Тихонович
Лука Тихонович Голоколосов (1904 — ?) — шахтёр-забойщик, лауреат Сталинской премии (1946).

## Биография
Родился в 1904 году в селе Есауловка в шахтёрской семье.
До начала Великой Отечественной войны работал навалоотбойщиком. Ушёл вместе с отступавшими войсками Красной Армии, был разведчиком в дивизии Петраковского.
После освобождения Донбасса направлен на восстановление шахты № 28 «Венгеровка» (город Михайловка Донецкого угольного бассейна) и потом работал там зарубщиком. Ему поручили нарезку новых лав, и он разработал метод, ускорявший темпы работы сначала втрое, а потом ещё больше.
Обычно зарубщики рубили в одном забое, Голоколосов — поочередно в нескольких. Пока он бурил второй, третий, четвертый и пятый забои, в первом уже рассеивалась пороховая гарь, и там снова можно было работать.
За 1943—1944 годы он добыл в фонд обороны страны 2500 тонн антрацита сверх плана. 6 июня 1944 года выполнил сменную норму на 2357 проц. В этот же период обучил горняцким профессиям 50 бывших колхозников.
В 1945 году поставил рекорд — 56 норм за смену. В последующем нормы выработки повышались, но Голоколосов всё равно выполнял за день по 8-10 сменных заданий.
В 1946 — 1947 годах подписался на Государственный заём восстановления и развития народного хозяйства СССР на сумму 130 тысяч рублей.
Сыновья
- Голоколосов Иван Лукьянович (1924 — 2.08.1943), погиб во время войны.
- Голоколосов Михаил Лукьянович (р. 1922), участник войны, награждён орденом Красной Звезды.

## Признание
- Сталинская премия третьей степени (1946) — за внедрение новых передовых методов организации труда в горнорудной промышленности, обеспечивших значительное повышение добычи угля и руды.
- орден Ленина
- орден Трудового Красного Знамени
- медали